# Höhscheid (Leichlingen)
Höhscheid ist eine aus drei Hofschaften hervorgegangene Ortschaft in Leichlingen (Rheinland) im Rheinisch-Bergischen Kreis.

## Lage und Beschreibung
Der Ort liegt südöstlich von Witzhelden im Quellgebiet des Höhscheider Bachs, einem Zulauf des Wersbachs nahe den Stadtgrenzen zu Solingen und Burscheid. Nachbarorte sind Nüsenhöfen, Dorffeld, Bern, Feld, Neuenhof, Meie, Brachhausen, Altenbach, Kuhle, Heide und Wersbacher Mühle auf Leichlinger und Heide, Kippekofen und Schneppendahl auf Burscheider Stadtgebiet. 
Höhscheid entstand aus den drei Wohnplätzen Oberhöhscheid, Mittelhöhscheid und Unterhöhscheid. Ober- und Mittelhöhscheid sind mittlerweile zusammengewachsen und besitzt mit Heide und Kuhle eine zusammenhängende Bebauung, Unterhöhscheid an der Mündung des Höhscheider Bachs in den Wersbach ist noch eigenständig wahrnehmbar.

## Geschichte
Höhscheid wurde erstmals im Jahr 1362 als Hoeschyt urkundlich erwähnt. Der Ortsname ist ein -scheid-Name in Verbindung mit ahd. Hôhî (Höhe). 
Die Karte Topographia Ducatus Montani aus dem Jahre 1715 zeigt zwei Wohnplätze mit einem bzw. zwei Höfen unter dem Namen Husget. Im 18. Jahrhundert gehörte der Ort zum Kirchspiel Witzhelden im bergischen Amt Miselohe. Die Topographische Aufnahme der Rheinlande von 1824 zeigt alle drei Wohnplätze, wobei die nebeneinander liegenden Wohnplätze Ober- und Mittelhöhscheid als Höhscheid und der Wohnplatz Unterhöhscheid als Unt. Höhscheid beschriftet sind. Die Preußische Uraufnahme von 1844 verzeichnet alle drei Wohnplätze mit ihren Namen Ober-, Mittel- und Unterhöhscheid.
1815/16 lebten 199 Einwohner im Ort. 1832 gehörte Höhscheid unter dem Namen Hühscheid dem Kirchspiel Witzhelden der Bürgermeisterei Burscheid an. Der laut der Statistik und Topographie des Regierungsbezirks Düsseldorf als Dorfschaft kategorisierte Ort besaß zu dieser Zeit 48 Wohnhäuser, eine Fabrik bzw. Mühle und 76 landwirtschaftliche Gebäude. Zu dieser Zeit lebten 256 Einwohner im Ort, davon acht katholischen und 248 evangelischen Glaubens.
Aufgrund der Gemeindeordnung für die Rheinprovinz erhielt 1845 das Kirchspiel Witzhelden den Status einer Gemeinde, schied aus der Bürgermeisterei Burscheid aus und bildete ab 1850 eine eigene Bürgermeisterei. Im Gemeindelexikon für die Provinz Rheinland werden 1885 53 Wohnhäuser mit 234 Einwohnern angegeben. 1895 besitzt der Ort 41 Wohnhäuser mit 189 Einwohnern, 1905 40 Wohnhäuser und 158 Einwohner.
Am 1. Januar 1975 wurde die Gemeinde Witzhelden mit Höhscheid in Leichlingen eingemeindet.